# Гюббенет, Оскар Яковлевич
Оскар Яковлевич Гюббенет (нем. Johann Sigismund Oskar von Hübbenet; 1835—1906) — генерал от инфантерии, член Военного совета Российской империи.

## Биография
Происходил из дворян Лифляндской губернии. Родился 29 марта 1835 года; сын подпоручика Якоба Антона фон Гюббенета. Его братья:
- Христиан Яковлевич Гюббенет (1822—1873) — русский военный врач, профессор хирургии Киевского университета;
- Адольф Яковлевич Гюббенет (1830—1901) — министр путей сообщения, член Государственного совета Российской империи;
- Борис Яковлевич Гюббенет (1828—1898) — полковник, старший полицмейстер Киева (1866—1882), действительный статский советник (1874);
- Константин (1823—1873) — полковник.

Образование получил в Псковской гимназии (вып. 1852) и на физико-математическом факультете Императорского Санкт-Петербургского университета, который окончил со степенью кандидата. В военную службу определён 19 августа 1855 года корнетом в запасной эскадрон Киевского гусарского Его Императорского Высочества князя Николая Михайловича полка.
В 1857 году поступил в Николаевскую академию Генерального штаба. 12 сентября 1859 года произведён в поручики (со старшинством от 2 июля), а в декабре того же года по окончании курса наук, был причислен к Генеральному штабу, с назначением в штаб 4-го армейского корпуса. 30 августа 1861 года переведён в Генеральный штаб, произведён в штабс-капитаны и 10 октября назначен старшим адъютантом по части Генерального штаба в штаб войск, расположенных в Финляндии, с исполнением обязанностей по наблюдению за преподаванием наук в тамошнем юнкерском училище. 6 февраля 1864 года произведён в капитаны и с 23 сентября состоял в качестве помощника старшего адъютанта при штабе войск Рижского военного округа, а 19 августа следующего года был утверждён в должности старшего адъютанта. 16 апреля 1867 года произведён в подполковники; 8 февраля 1869 года назначен начальником штаба местных войск Виленского военного округа и 3 июня того же года, за отличие по службе, пожалован чином полковника. 30 июня 1875 года зачислен по Генеральному штабу, с отчислением от занимаемой должности и прикомандирован к Главному штабу. 7 января 1877 года назначен начальником отделения Главного штаба.
30 августа 1878 года произведён в генерал-майоры. С 6 июля 1881 года временно исправлял обязанности управляющего делами Мобилизационного комитета и в том же году ему объявлено было Монаршее благоволение за участие в работах по изменению действующих штатов войск и их организационных составов, по замене местных команд резервными частями и по приведению сроков действительной службы нижних чинов в соответствие с потребностями армии. 17 января 1887 года утверждён в должности управляющего делами Мобилизационного комитета. 30 августа 1888 года произведён в генерал-лейтенанты. Управляющим делами комитета он был более десяти лет и в продолжение этого времени принимал деятельное участие в разработке и разрешении различных законодательных и административных вопросов, как-то; по составлению положения о транспортах армии, по разработке проекта паспортных правил, о производстве военно-конской переписи и проекта преобразования государственного ополчения.
25 января 1898 года Гюббенет был назначен состоять в распоряжении военного министра 7 февраля того же года — постоянным членом комитета по мобилизации войск, с оставлением в распоряжении военного министра и 7 декабря — членом Военного совета. 9 апреля 1900 года произведён в генералы от инфантерии. 3 января 1906 года уволен от службы с мундиром и пенсией. 7 мая того же года скончался в Санкт-Петербурге; похоронен там же на кладбище Воскресенского Новодевичьего монастыря (Средняя часть, дор. 3, уч. 75).

## Награды
Среди прочих наград Гюббенет имел ордена:
- Орден Святой Анны 3-й степени (1866 год)
- Орден Святого Станислава 2-й степени (1868 год)
- Орден Святой Анны 2-й степени (1872 год)
- Орден Святого Владимира 4-й степени (1874 год)
- Орден Святого Владимира 3-й степени (1876 год)
- Орден Святого Станислава 1-й степени (1881 год)
- Орден Святой Анны 1-й степени (1883 год)
- Орден Святого Владимира 2-й степени (1886 год)
- Орден Белого орла (1892 год)
- Орден Святого Александра Невского (6 декабря 1899 года)